# Bazylika Świętej Trójcy w Kobyłce

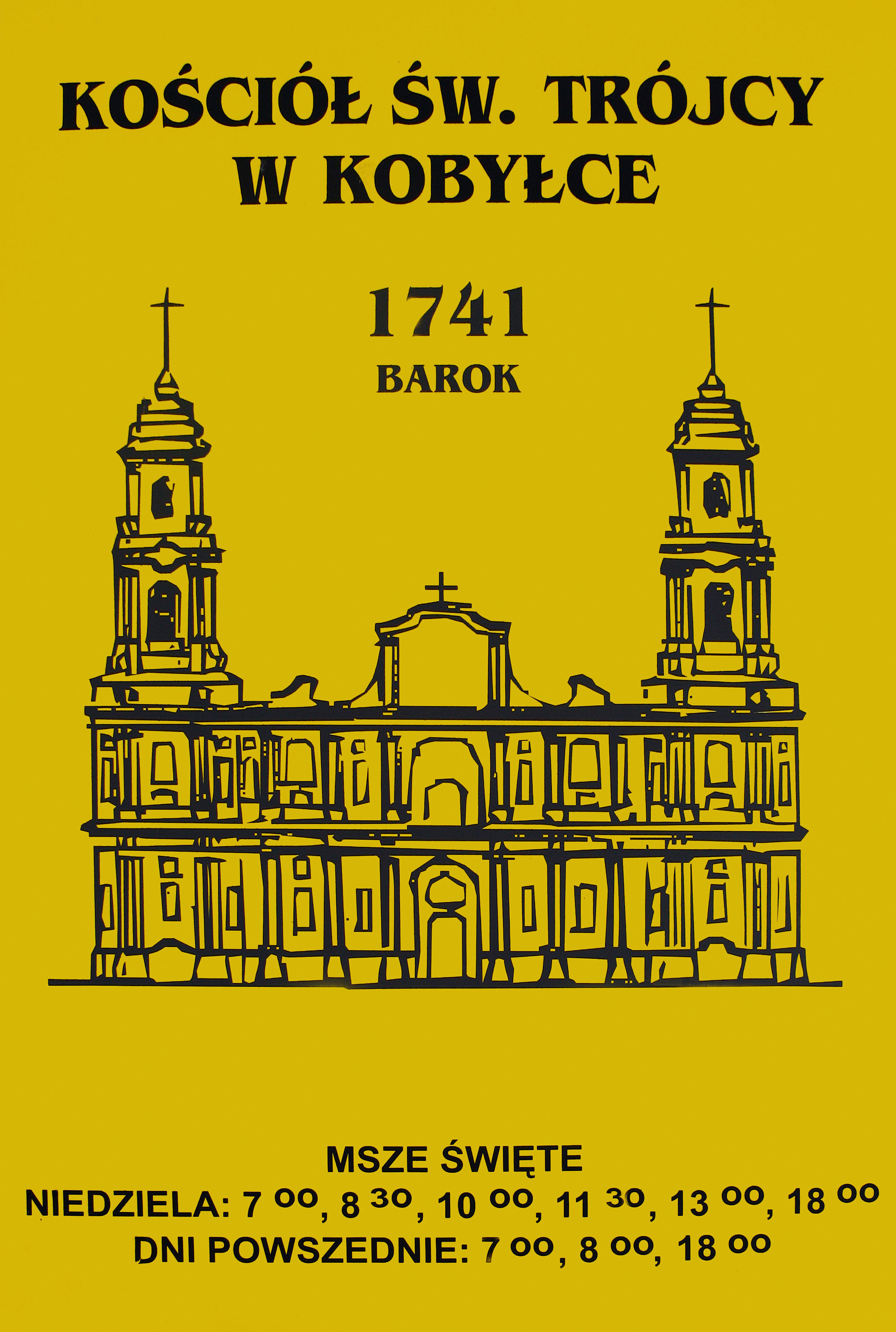
tablica znajdująca się przy kościele

Kościół Świętej Trójcy w Kobyłce – rzymskokatolicka bazylika znajdująca się w Kobyłce pod Warszawą, w stylu późnego baroku.

## Historia
Wybudowany w latach 1736–1740 według projektu i pod osobistym nadzorem lombardzkiego architekta Guida Antonia Longhiego. Fundatorem budowy był biskup Marcin Załuski, który też konsekrował kościół w 1741 roku.
Po roku 1742 sklepienie nawy głównej oraz ściany prezbiterium pokryte zostały freskami autorstwa Grzegorza Łodzińskiego. W 1773 roku na skutek kasaty jezuici opuścili Kobyłkę. W 1794 roku zniszczeniu uległa wieża wschodnia. W latach 1854–1855 obniżono dachy. W 1944 roku wycofujący się Niemcy wysadzili całkowicie wieżę zachodnią, którą odbudowano pod kierunkiem arch. Brunona Zborowskiego w latach 1947–1949 (ze zmianami w kształcie hełmu i okien w stosunku do stanu pierwotnego). W latach 1958–1961 konserwatorzy Władysława i Konstanty Tiuninowie przeprowadzili konserwację wnętrz świątyni. W 1971 roku od pozostawionej przez złodzieja świeczki spłonął ołtarz główny wraz z obrazem Ostatnia Wieczerza na drzwiczkach tabernakulum. W latach 1971–1973 ukończono wieżę wschodnią na wzór zachodniej.

## Architektura
Ostatnie badania wykazały, że kościół powstał w jednej fazie i jego projektantem był jeden architekt (dawniej przypuszczano, że budowa miała dwie fazy). Posiada jedną nawę i dwa trakty boczne. Nawy boczne są dwa razy dłuższe niż nawa główna z prezbiterium po przebudowie z 1902 roku, gdy przebito otwory do nawy głównej – poprzednio mieściły się w nawach bocznych korytarze i cele gościnne. Fasada ma cechy baroku wileńskiego w związku z zastosowaniem uskokowego zwężania się kondygnacji wież i wykroju okien bez obramień. Z barokową szkołą warszawską łączą z kolei kościół detale takie jak półwtopione kolumny w elewacjach i szeroka fasada.

## Wyposażenie, zabytki

### Organy
Organy pochodzą z 1898 roku. Zostały zbudowane przez Henryka Hartmana. Posiadają 16 głosów, dwa manuały, oraz zabytkową szafę z XVII wieku.

### Dzwony
Wewnątrz zachodniej wieży znajdują się 4 dzwony: Józef (z 1984 r.), Jan Chrzciciel (z 1924 r.), Jan Paweł II (z 1984 r.) i Kazimierz (z 1984 r.). Dzwon Józef odlany został w miejsce poprzedniego dzwonu, który rok wcześniej uległ pęknięciu. Dzwony z 1984 r. odlano w odlewni Jana Felczyńskiego w Przemyślu.

## Czasy współczesne
Kościół Świętej Trójcy był Kościołem Jubileuszowym w 2000 roku.
13 marca 2011 roku parafia otrzymała od archidiecezji warszawskiej relikwie bł. ks. Jerzego Popiełuszki. 23 października 2011 roku abp Henryk Hoser poświęcił pomnik braci Załuskich: Józefa Andrzeja, Andrzeja Stanisława oraz Marcina, który był fundatorem kobyłeckiej świątyni. Pomnik znajduje się obok bazyliki. 19 maja 2014 roku parafia otrzymała relikwie krwi św. Jana Pawła II. Od 2020 proboszczem jest ks. Jacek Dębski.

## Tytuł bazyliki mniejszej
Decyzja o nadaniu tytułu honorowego została zakomunikowana 9 października 2010 roku. 18 czerwca 2011 roku odbyła się uroczystość nadania tytułu wraz z konsekracją nowego ołtarza. Liturgii przewodniczył abp Henryk Hoser. Byli obecni również: kard. Józef Glemp – prymas senior, abp Stanisław Nowak – metropolita częstochowski, abp Edward Ozorowski – metropolita białostocki, bp Kazimierz Romaniuk – biskup senior diecezji warszawsko-praskiej, bp Jan Ozga z Kamerunu, bp Andrzej Siemieniewski z Wrocławia oraz kilkudziesięciu kapłanów.

## Kapliczka przydrożna
Naprzeciw kościoła, w obrębie placu 15 Sierpnia, znajduje się trzykondygnacyjna kapliczka słupowa stojąca na niewysokim postumencie. Kryta jest czterospadowym dachem gontowym. W górnej części umieszczono rzeźbę Chrystusa. Stoi ona pomiędzy kolumnami połączonymi arkadowo. Chrystusa przedstawiono w geście błogosławieństwa, z prawą ręką uniesioną ku górze, co może być interpretowane jako gest błogosławienia osobom udającym się do świątyni. Poniżej wmurowana jest tablica pamiątkowa o treści: Fundacja wsi Kobyłki. Na pamiątkę cudownego ocalenia od najazdu bolszewików w sierpniu 1920 r.